# Dorothy Gallagher
Dorothy Gallagher (Nueva York, 1935)es una escritora estadounidense conocida sobre todo por sus dos biografías All the Right Enemies; the Life And Murder of Carlo Tresca , la biografía sobre el anarquista italoestadounidense Carlo Tresca y Lillian Hellman: An Imperious Life  una biografía crítica de la escritora y dramaturga Lilian Hellman. También es conocida por sus memorias Las hijas de Hannah, De cómo recibí a mi herencia, Extraños en la casa e Historias que olvidé contarte, que relatan su matrimonio con el editor estadounidense Ben Sonnenberg.

## Biografía
Dorothy Gallagher nació y creció en la ciudad de Nueva York. Comenzó como editora de artículos para la revista Redbook antes de convertirse en escritora independiente cuyo trabajo se ha publicado en The New York Times Magazine, The New York Times Book Review y Grand Street . 